# Histoire et chronologie de l'Univers

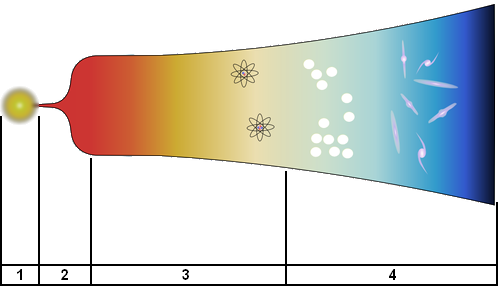
Schéma simplifié des principales étapes de la formation de l'Univers.
1- Big Bang.
2- Ère de l'inflation.
3- Découplage de l'interaction forte et faible et formation des particules.
4- Formation des étoiles et galaxies.

L'histoire et la chronologie de l'Univers décrit l'évolution de l’Univers en s'appuyant sur le modèle standard de la cosmologie, fondé sur le modèle cosmologique du Big Bang et les recherches en cosmologie et en astronomie. Selon plusieurs estimations, l'âge de l'Univers serait d'environ 13,77 milliards d'années.
La formation de l'Univers commence par l'ère du rayonnement, suivie de l'ère de la matière. Les modèles cosmologiques actuels indiquent que la structure de l'observable s'est formée au cours des étapes suivantes : Univers nouveau-né, état plasma primordial, croissance linéaire des structures, croissance non linéaire des structures, et évolution astrophysique. Les premières ères sont celles de l'Univers primordial, encore assez mal comprises aujourd’hui. Elles se déroulent aux environs de la première seconde suivant le Big Bang, durée pendant laquelle l’Univers était tellement chaud que l’énergie des particules dépassait celle obtenue de nos jours dans un accélérateur de particules. De ce fait, alors que les caractéristiques de base de cette ère ont été étudiées dans la théorie du Big Bang, les détails relèvent largement de travaux de déductions. À la suite de cette période de l'Univers primordial, l’évolution traverse une phase conforme à ce que l’on connaît de la physique des particules : une phase où les premiers protons, électrons et neutrons se forment, suivis des noyaux atomiques et enfin des atomes. Le rayonnement micro-onde du fond diffus cosmologique a été émis lors de la formation de l’hydrogène neutre.
La matière a ensuite continué de s’agréger avec la formation des premières étoiles et, finalement, des galaxies, des quasars et des amas et superamas de galaxies.
Pour le futur, plusieurs théories envisagent sur le destin de l'Univers.

## Estimation de l'âge de l'Univers
L'âge de l'Univers peut être déterminé à partir de la constante de Hubble. En 2020, une estimation de celle-ci a permis d'estimer l'âge de l'Univers à 13,77 milliards ± 40 millions d'années avant le présent,,. Une estimation précédente datant de 2009 donnait un âge se situant entre 13,7 et 13,8 milliards d'années,. En pratique, on divise l’évolution de l’Univers depuis cette date jusqu'à nos jours en plusieurs ères.

## Univers primordial

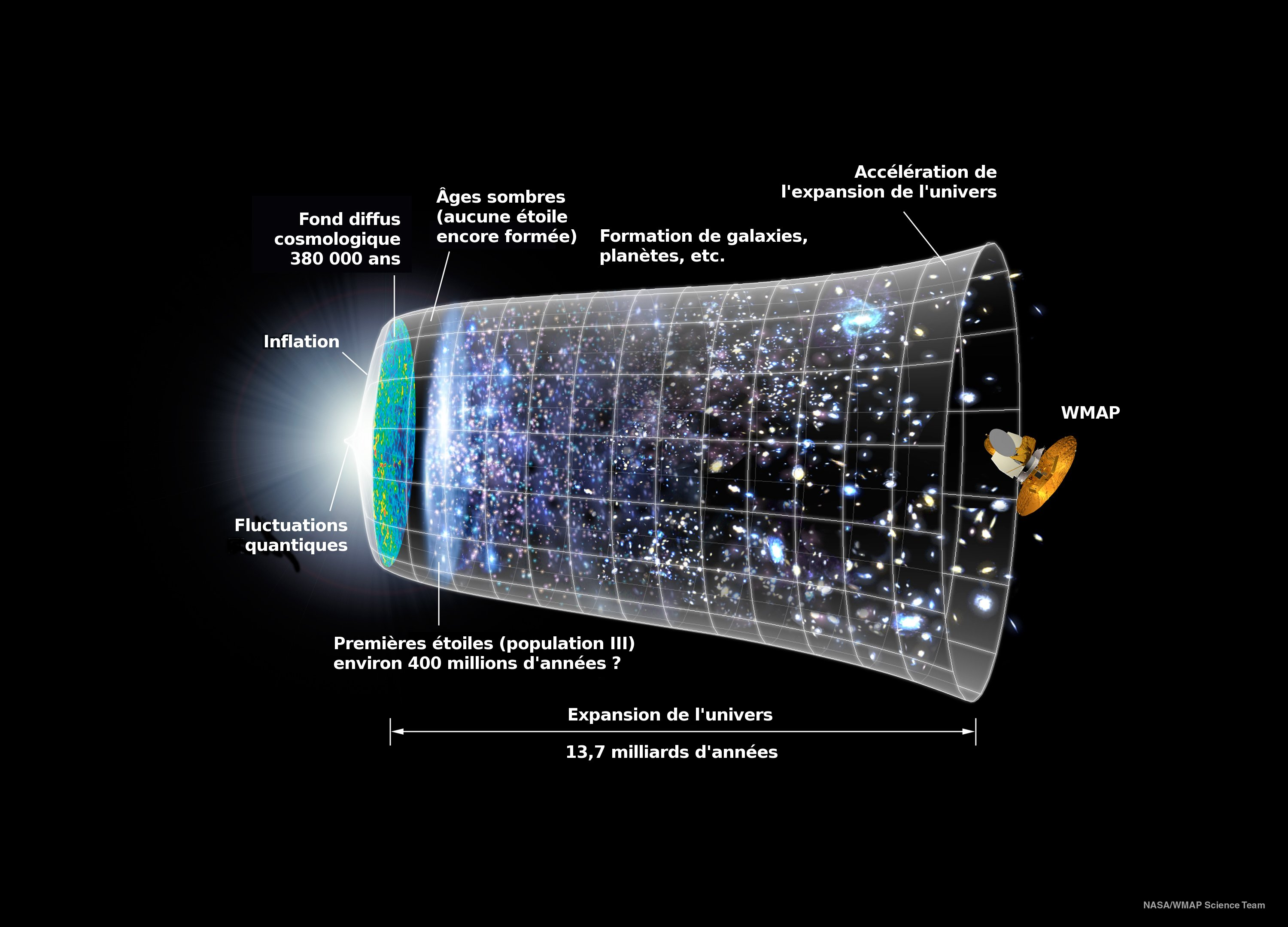
Frise chronologique de l'Univers, depuis le Big Bang jusqu'à nos jours.

Toutes les idées émises au sujet des tout premiers instants de la cosmogonie de l’Univers sont spéculatives. À ce jour, aucun accélérateur de particules n'est capable de proposer des expériences scientifiques suffisamment énergétiques pour conduire à des résultats probants sur ce qui s’est passé pendant cette période. Les différentes propositions de scénarios émises diffèrent radicalement. En voici quelques exemples :
- l'état de Hartle-Hawking,
- le paysage des cordes (en),
- l’inflation des branes,
- la cosmologie gazeuse des cordes,
- l’Univers ekpyrotique.

Certains de ces modèles sont compatibles mutuellement, alors que d’autres ne le sont pas.

Schéma de l'évolution de l'Univers, du Big Bang (à gauche) jusqu'à nos jours (à droite).

### Ère de Planck
Jusqu’à 10−43 seconde après le Big Bang.

Variation des constantes de couplage des quatre interactions fondamentales de la physique en fonction de l'énergie. On voit la courbe de l'interaction forte, de l'électromagnétisme, de l'interaction faible et de la gravité. Lors de l'ère de Planck, les quatre interactions auraient été unifiées.

Si la théorie de la supersymétrie est correcte, alors, durant cette période, les quatre forces fondamentales (électromagnétisme, interaction faible, interaction forte et gravitation) avaient toutes la même puissance et étaient peut-être unifiées en une seule force fondamentale. On connaît peu de chose de cette ère, bien que différentes théories proposent chacune leur scénario propre. La relativité générale propose une singularité gravitationnelle avant cette date, mais dans ces conditions, la théorie s’effondre à cause des effets de la mécanique quantique. Les physiciens espèrent que les théories de gravité quantique proposées, telles que la théorie des cordes, la théorie de la gravitation quantique à boucles et les conjonctions causales (en), mèneront finalement à une meilleure compréhension de cette ère.

### Ère de la Grande Unification
Entre 10−43 et 10−36 seconde après le Big Bang.
Lors de l’expansion et le refroidissement de l’Univers qui succèdent à l’ère de Planck, la gravitation commence à se séparer des interactions de jauge fondamentales : l’électromagnétisme et les forces nucléaires fortes et faibles. À ces échelles, la physique est décrite par une théorie de la grande unification dans laquelle le groupe de jauge du modèle standard est intégré dans un groupe beaucoup plus vaste, qui est rompu pour produire les forces naturelles observées. Finalement, la grande unification est elle-même rompue lorsque la force nucléaire forte se sépare de la force électrofaible. Cela se produit en même temps que l’inflation. Selon certaines théories, cela pourrait conduire à la production de monopôles magnétiques. L’unification de l’interaction forte et de la force électrofaible conduit à ce que la seule particule à laquelle on puisse s’attendre à cette période soit le boson de Higgs.

### Ère électrofaible
Entre 10−36 et 10−12 seconde après le Big Bang.
Au début de l'ère électrofaible, la température de l’Univers a suffisamment diminué (1028 K) pour que la force forte se sépare de la force électrofaible (unification des forces électromagnétiques et de l’interaction faible). Cette phase de transition engendre une période d’expansion exponentielle connue sous le nom d’inflation cosmique. Après la fin de l’inflation, l’énergie des interactions entre particules est encore suffisante pour qu’elles créent un grand nombre de particules exotiques, parmi lesquelles les bosons W et Z et les bosons de Higgs.

#### Ère inflationnaire
Entre 10−36 et 10−32 seconde après le Big Bang.
La température — et donc le temps — à laquelle s’est produite l’inflation cosmique n’est pas connue avec certitude. Durant l’inflation, l’Univers est aplati (sa courbure spatiale est critique) et il entre dans une phase d’expansion rapide, homogène et isotrope, dans laquelle apparaît la graine des formations des futures structures déposées sous la forme d’un spectre primordial de fluctuations d’échelle presque invariante. Une partie de l’énergie des photons devient des quarks virtuels et des hyperons, mais ces particules se désintègrent rapidement. Un scénario suggère qu’avant l’inflation cosmique, l’Univers était froid et vide, et que la chaleur et la quantité d’énergie immenses associées aux premiers âges du Big Bang ont été créées lors du changement de phase associé avec la fin de l’inflation.
Selon le modèle ΛCDM, l’énergie sombre est présente comme une propriété de l’espace lui-même, dont le début succède immédiatement à la période d’inflation comme le décrivent les équations d’état (en). Le modèle ΛCDM ne dit rien sur l’origine physique fondamentale de l’énergie sombre, mais il représente la densité d’énergie d’un Univers plat. Des observations indiquent qu’elle existe depuis au moins neuf milliards d’années.

#### Réchauffement
Entre 10−? et 10−? seconde après le Big Bang.
Pendant la phase de réchauffement, l'expansion exponentielle qui s’est produite pendant l’inflation cesse et l’énergie potentielle du champ d’inflaton se désintègre en un plasma de particules relativiste et chaud. Si la grande unification est bien une caractéristique de l'Univers, alors l’inflation cosmique a dû se produire pendant ou après la brisure de symétrie de la grande unification, sinon les monopôles magnétiques seraient observés dans l’Univers visible. À ce stade, l’Univers est dominé par le rayonnement ; des quarks, des électrons et des neutrinos se forment.

#### Baryogenèse
Entre 10−32 et 10−12 seconde après le Big Bang[réf. nécessaire].
Aucune preuve observationnelle n'est actuellement suffisante pour expliquer pourquoi l’Univers contient beaucoup plus de baryons que d’antibaryons. Une explication possible de ce phénomène doit autoriser les conditions de Sakharov pour qu’elle soit satisfaite quelque temps après la fin de l’inflation cosmique. Alors que la physique des particules suggère des asymétries sous lesquelles ces conditions sont respectées, ces asymétries sont empiriquement trop petites pour rendre compte de la dissymétrie de l’Univers au point de vue de la présence baryons/antibaryons.
Après la baryogénèse, l’Univers est rempli d’un plasma de quarks-gluons. À partir de ce point, la physique de l’Univers primordial est mieux connue et moins spéculative.

### Brisure de supersymétrie
Si la supersymétrie est une propriété de notre Univers, alors elle doit être brisée à des énergies égales à au moins 1 TeV, l’échelle de symétrie électrofaible. La masse des particules ne serait alors plus égale à celle de leurs superpartenaires, ce qui pourrait expliquer pourquoi il n’a jamais été possible d’observer aucun superpartenaire d’une particule connue.

### Ère des quarks
Entre 10−12 et 10−6 secondes après le Big Bang.
Lors de la brisure de symétrie, à la fin de l’ère électrofaible, on pense que toutes les particules fondamentales acquièrent une masse par le mécanisme de Higgs dans lequel le boson de Higgs acquiert une valeur d’espérance dans le vide. Les interactions fondamentales de la gravitation, de l’électromagnétisme, de l’interaction forte et de l’interaction faible ont désormais adopté leur forme actuelle mais la température de l’Univers est encore trop élevée pour permettre la liaison des quarks en hadrons.

### Ère hadronique
Entre 10−6 et 1 seconde après le Big Bang.
Le plasma de quarks-gluons qui compose l’Univers se refroidit jusqu’à la formation des hadrons, y compris les baryons tels que les protons et les neutrons. Approximativement une seconde après le Big Bang, le découplage des neutrinos déclenche leur interminable voyage à travers l’espace, libre de quasiment toute interaction avec la matière existante. L’arrière-plan cosmique des neutrinos, dont l’observation détaillée est à jamais improbable, est analogue à l’arrière plan micro-onde cosmologique qui a été émis beaucoup plus tard (voir ci-dessus pour ce qui concerne le plasma quark-gluon, pendant l’ère de la théorie des cordes).

### Ère leptonique
Entre 1 et 10 secondes après le Big Bang.
La majorité des hadrons et des anti-hadrons s’annihilent mutuellement à la fin de l’ère des hadrons, laissant les leptons et les anti-leptons dominer la masse de l’Univers. Approximativement dix secondes après le Big Bang, la température de l’Univers descend au point où il n’y a plus de création de paires de leptons/anti-leptons et la plupart des leptons et anti-leptons sont éliminés à leur tour lors de réactions d’annihilation, laissant un léger résidu de leptons

### Ère des photons
Entre 10 secondes et 300 000 ans après le Big Bang.
Après l’annihilation mutuelle de la plupart des leptons et anti-leptons à la fin de l’ère des leptons, l’énergie de l’Univers est dominée par les photons. Ces photons sont encore en interaction fréquente avec des protons ou des électrons chargés, et finalement avec des noyaux atomiques, et continuent ainsi pendant les 380 000 ans qui suivent.

#### Nucléosynthèse
Entre 3 et 20 minutes après le Big Bang.
Pendant l’ère des photons, la température de l’Univers descend au point où la formation des noyaux atomiques peut commencer. Les protons (des ions hydrogène) et les neutrons commencent à se combiner en noyaux atomiques en suivant le processus de la fusion nucléaire. Cependant, la nucléosynthèse ne dure approximativement que 17 minutes, temps après lequel la température et la densité de l’Univers sont descendues en dessous du point où la fusion peut continuer. À ce moment, l’hydrogène est environ trois fois plus abondant que l’hélium 4 (en masse) et seulement quelques traces des autres noyaux.

#### Domination de la matière:70 000 ans
À ce moment, la densité de matières non relativistes (noyaux atomiques) et celle des rayonnements relativistes (photons) sont égales. Ce moment de l'égalité matière-rayonnement est maintenant bien déterminé par les résultats de Planck 2018 . La longueur de Jeans, qui détermine la plus petite structure qui puisse se former (du fait de l’opposition entre l’attraction gravitationnelle et les effets de la pression), commence à diminuer et l’amplitude des perturbations peut augmenter au lieu d’être balayée par des rayonnements circulant librement.
Selon le modèle ΛCDM, à ce stade, la matière sombre froide domine, préparant le terrain pour l'effondrement gravitationnel qui amplifie les inhomogénéités ténues laissées par l'inflation cosmique : renforcement de la densité des régions déjà denses et de la rareté dans les régions où la matière est déjà rare. Cependant, comme les théories actuelles sur la nature de la matière noire sont incapables de mener à une conclusion, aucun consensus n'a encore abouti sur ses origines dans des temps plus reculés, contrairement à la matière baryonique.

#### Recombinaison:300 000 ans

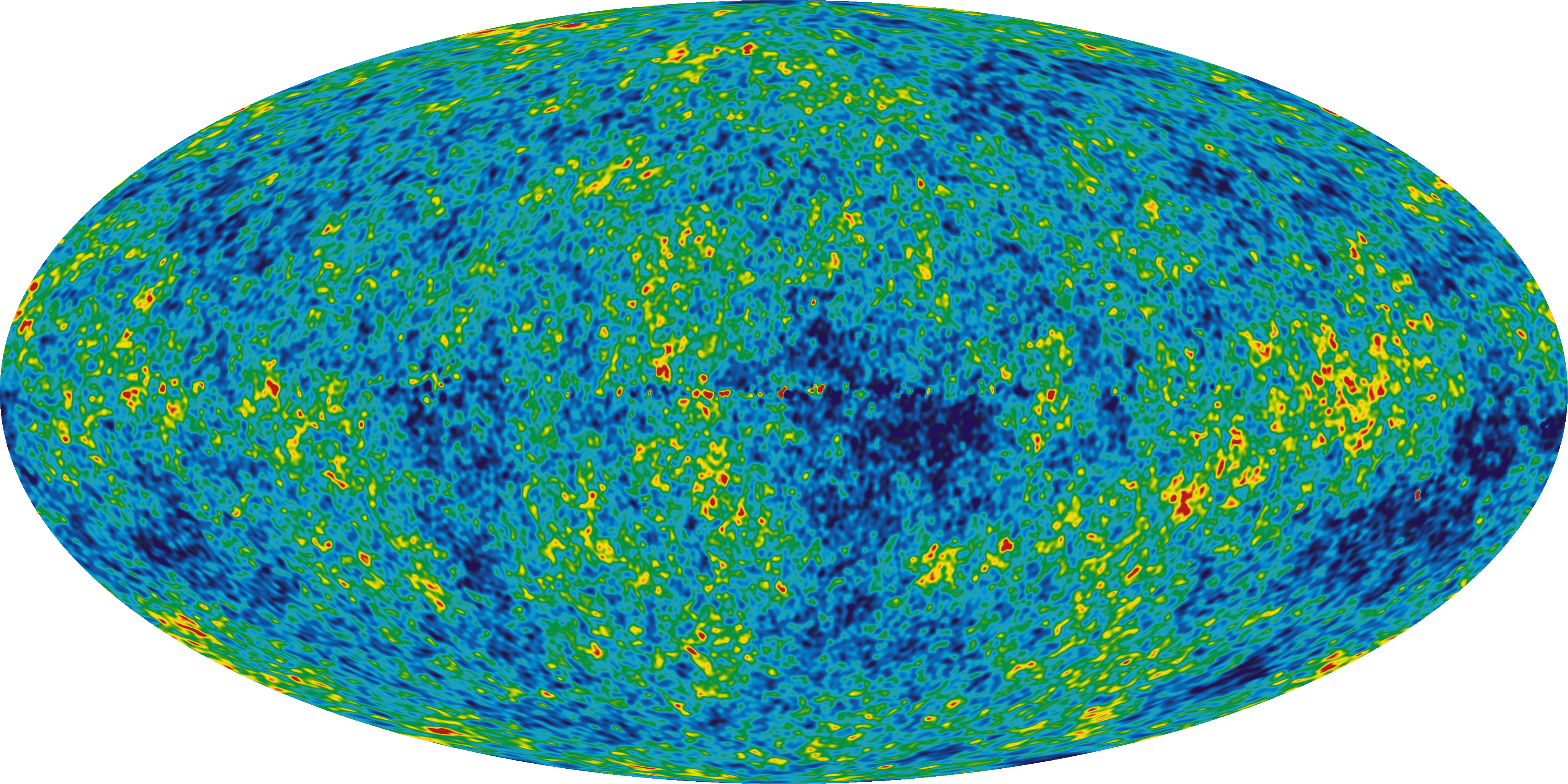
Les données de WMAP montrent les variations du rayonnement micro-onde d'arrière-plan à travers l'ensemble de l'Univers depuis notre point de vue, bien que les variations réelles soient bien plus ténues que le diagramme ne le suggère.

Les atomes d'hydrogène et d'hélium commencent à se former et la densité de l'Univers décroît. On pense que cette étape est intervenue 300 000 ans après le Big Bang. Au début de cette période, l'hydrogène et l'hélium sont ionisés, c'est-à-dire qu'aucun électron n'est lié aux noyaux, qui sont de ce fait chargés électriquement (+1 pour l'hydrogène et +2 pour l'hélium). Avec le refroidissement de l'Univers, les électrons sont capturés par les ions, ce qui les rend électriquement neutres. Ce processus est relativement rapide (en réalité plus rapide pour l'hélium que pour l'hydrogène) et est connu sous le nom de recombinaison. À la fin de ce processus, la plupart des atomes de l'Univers sont neutres, ce qui permet le libre déplacement des photons : l'Univers est alors devenu transparent. Les photons émis juste après la recombinaison peuvent désormais se déplacer sans perturbation, et ce sont eux que l'on voit lorsqu'on observe le rayonnement du fond diffus cosmologique. Celui-ci constitue donc une image de l'Univers à la fin de cette époque.

### Âges sombres
Entre > 300 000 et ~ 108 ans après le Big Bang.
Avant que le découplage du rayonnement ne se produise, la plupart des photons de l'Univers interagissaient avec les électrons et les protons dans le fluide photons-baryons. Il en résulte un Univers opaque ou « brumeux ». La lumière existait, mais elle était sans arrêt absorbée et réémise, de cette façon on ne peut l'observer dans un télescope. La matière baryonique de l'Univers consistait en un plasma ionisé, et elle resta dans cet état jusqu'à la « recombinaison », libérant ainsi les photons, créateurs du CMB. Lorsque les photons sont libérés (ou « découplés ») l'Univers devient transparent.
Mais il faut comprendre que cette transition opaque-transparent consécutif à la désionisation du gaz de matière fut très progressive. Les rayonnements de raies des atomes formés (hydrogène ; hélium et lithium) ont été lissés, « thermalisés » et intégrés au rayonnement thermique.
Les Âges sombres sont la période suivant ce « découplage » matière-lumière, où l'Univers devint transparent ; et durant lequel il n'y eut aucune source lumineuse particulière. Le rayonnement thermique de fond diminua avec l'expansion de la clarté intense de son émission, vers 3 000–4 000 K, à l'obscurité du ciel (que l'on connait, sur Terre, depuis toujours) ; qui s'est en fait établie durant cette époque cosmique. Et ainsi de même pour le froid du fond du ciel, qui est simplement l'établissement ultérieur de l'obscurité en proche infrarouge.
Les Âges sombres prirent fin lors de l'apparition des premières sources lumineuses de l'Univers (Quasars (?), étoiles de population III) qui réionisèrent presque tout le gaz de matière.

## Formation des structures

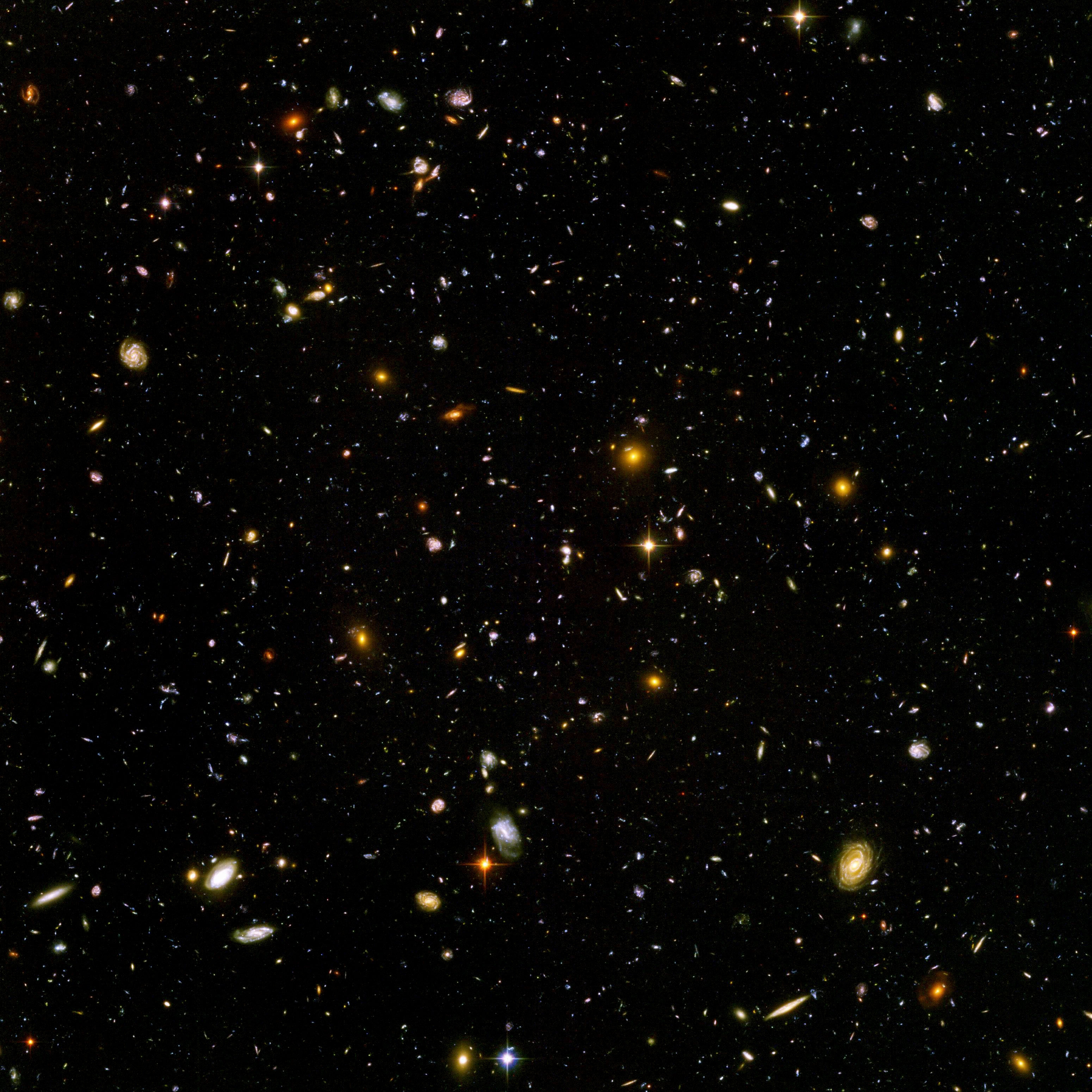
Les champs ultra-profonds de Hubble constituent fréquemment la vitrine des galaxies émanant d'une ère antique qui nous indiquent à quoi ressemblaient les premiers âges stellifères.

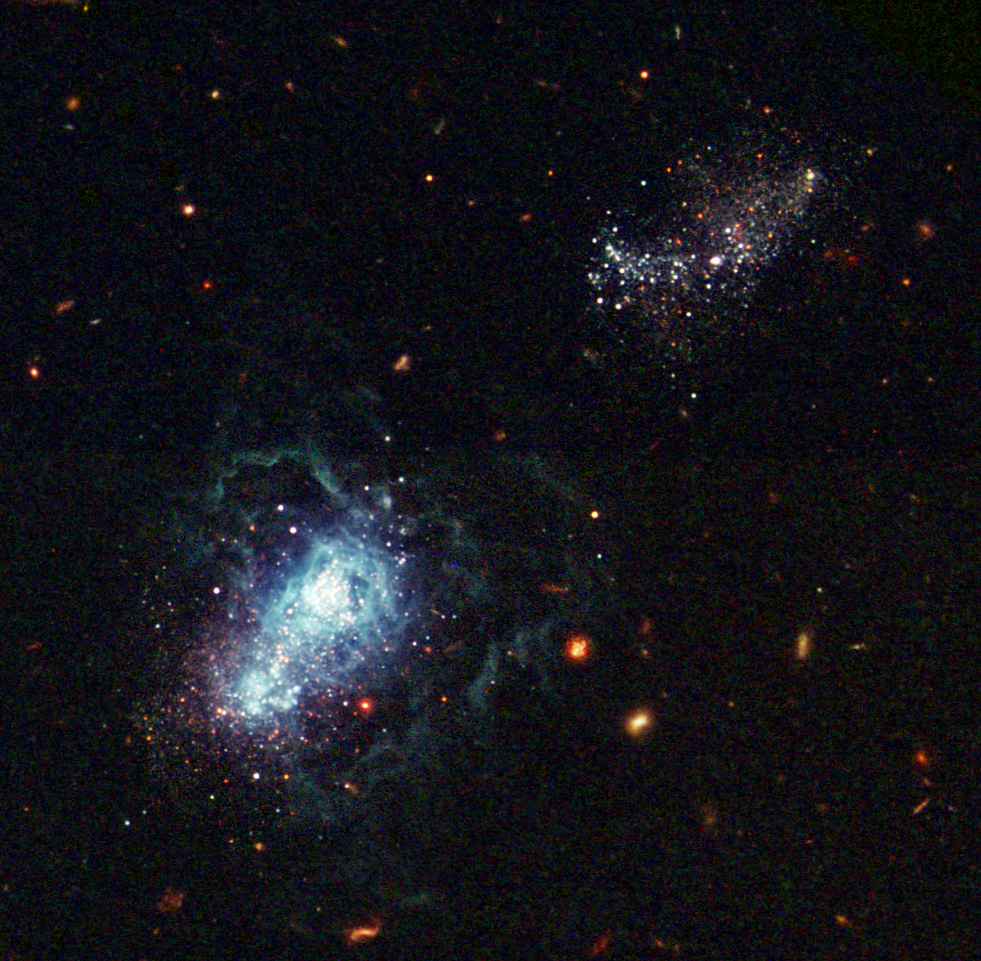
Une autre image de Hubble montrant une galaxie en formation à proximité, ce qui à l'échelle cosmologique signifie très récemment. C'est une preuve que l'Univers n'en a pas encore terminé avec la formation des galaxies.

La formation des structures dans le modèle du Big Bang se déroule de façon hiérarchique, les petites structures se formant avant les plus grandes. Les premières structures à se former sont les quasars, dont on pense qu'il s'agit de galaxies actives primordiales brillantes et d'étoiles de population III. Avant cette ère, l'évolution de l'Univers pouvait se comprendre au travers d'une théorie des perturbations cosmologiques linéaire : c'est-à-dire que toutes les structures pouvaient s'analyser comme de petites déviations d'un Univers parfaitement homogène. C'est relativement aisé à étudier à l'aide de l'informatique. À ce stade, des structures non-linéaires commencent à se former, et le problème devient beaucoup plus difficile au plan informatique, avec par exemple l'implication de simulations à N corps avec des milliards de particules.

### Réionisation: 150 millions à 1 milliard d'années
Les premiers quasars se forment à partir des effondrements gravitationnels. Ils émettent un rayonnement intense qui réionise quasiment toute la matière présente à leurs alentours. À partir de ce moment, la majeure partie de l'Univers est composée de plasma.

### Formation des étoiles: de? à?
Les premières étoiles, très probablement de population III, se forment et commencent le processus de transmutation des éléments chimiques les plus légers (hydrogène, hélium et lithium) en éléments plus lourds. Cependant, jusqu'à ce jour, aucune étoile de population III n'a été observée, ce qui maintient le mystère sur leur formation.

### Formation des galaxies: de? à?
Un grand volume de matière s'effondre et forme une galaxie. Les étoiles de population II, les premières à se former lors de ce processus, sont suivies ultérieurement par des étoiles de population I.
Un projet mené par Johannes Schedler a identifié un quasar (CFHQS 1641+3755) situé à 12,7 milliards d'al (année-lumière), c'est-à-dire à une distance où nous voyons l'Univers alors qu'il n'était âgé que de 7 % de son âge d'aujourd'hui.
Le 11 juillet 2007, en utilisant le télescope Keck de 10 mètres de diamètre, situé sur le volcan Mauna Kea, à Hawaii, Richard Ellis et son équipe, du Caltech de Pasadena en Californie, ont trouvé six galaxies en phase de formation d'étoiles à une distance de l'ordre de 13,2 milliards d'al, donc lorsque l'Univers n'était âgé que de 500 millions d'années. On ne connait aujourd'hui qu'une dizaine de ces objets relevant réellement de l'Univers primordial.
Le champ ultra-profond de Hubble montre des petites galaxies en cours de fusion pour en former une plus grande, situées à 13 milliards d'années lumière, alors que l'Univers n'avait que 5 % de son âge actuel.
En se fondant sur la nouvelle science de la nucléocosmochronologie, on estime que le disque fin de la Voie lactée s'est formé il y a 8,3 ± 1,8 milliards d'années.

### Formation des groupes, amas et superamas de galaxies: de? à?
L’attraction gravitationnelle attire les galaxies les unes vers les autres pour former des groupes, des amas et des superamas.

### Formation de notre système solaire: 8 milliards d'années
Enfin, des objets de la taille du Système solaire se forment. Le soleil est une étoile de génération tardive, qui incorpore des débris de nombreuses générations antérieures d’étoiles, et il s’est formé il y a approximativement 5 milliards d’années soit approximativement 8 à 9 milliards d’années après le Big Bang.

### Aujourd'hui: 13,8 milliards d'années
Les meilleures estimations actuelles situent l’âge de l'Univers aujourd’hui à environ 13,8 milliards d’années depuis le Big Bang. Comme l’expansion de l'Univers présente une accélération, les superamas sont susceptibles de demeurer les plus grandes structures qui se seront jamais formées dans l’Univers. L’expansion accélérée actuelle empêche toute structure inflationnaire complémentaire de pénétrer en deçà de l’horizon et empêche toute formation de nouvelles structures liées gravitationnellement.

## Destin de l'Univers
De même que pour les interprétations des tout débuts de l’Univers, des avancées en physique fondamentale sont impératives pour qu’il soit possible de connaître le destin de l’Univers avec un minimum de certitude. Voici quelques-unes des principales possibilités.

### Mort thermique:1014annéeset au-delà
Ce scénario est généralement considéré comme le plus probable, puisqu’il se produit si l’Univers continue son expansion comme jusqu’ici. Sur une échelle de temps de l’ordre de 1014 années ou moins, les étoiles existantes auront brûlé, la création des nouvelles étoiles aura cessé, et l’Univers s’assombrira. Sur une échelle de temps encore beaucoup plus longue dans les ères suivant celle-ci, les galaxies s’évaporent en même temps que les résidus stellaires qui les composent s’échappent dans l’espace, et les trous noirs s’évaporent via le rayonnement de Hawking.
Dans certaines théories de la grande unification, la désintégration des protons, les restes de gaz stellaires et des résidus stellaires seront convertis en leptons (tels que les positrons et les électrons) et en photons. Dans ce cas, l’Univers a atteint un haut niveau d’entropie qui consiste en une soupe de particules et de rayonnement de faible énergie. On ne sait cependant pas s'il sera finalement parvenu à son équilibre thermodynamique.

### Grand déchirement: 20 milliards d'années à partir d’aujourd’hui
Ce scénario n’est possible que si la densité d’énergie de la matière noire augmente réellement de façon illimitée avec le temps. Une telle énergie est appelée énergie fantôme et ne ressemble à aucune forme d’énergie connue. Dans ce cas, le taux d’expansion de l’Univers augmentera de façon illimitée. Les systèmes liés gravitationnellement tels que les amas de galaxies, les galaxies, et finalement le système solaire se « déchireront ». Finalement, l’expansion deviendra si rapide qu’elle surpassera les forces électromagnétiques assurant la cohésion des atomes et des molécules. Et finalement, même les noyaux atomiques se décomposeront et l’Univers tel que nous le connaissons se terminera dans une sorte inhabituelle de singularité gravitationnelle. En d’autres termes, l’expansion de l’Univers sera telle que la force électromagnétique qui retient les choses ensemble n’aura plus aucun effet, et que tout objet sera « déchiré ».

### Effondrement terminal: 100 milliards d'années et au-delà
Si la densité de l’énergie sombre était négative, ou si l’Univers était fermé, alors, il serait possible que l’expansion s’inverse et que l’Univers se contracte jusqu’à un état « final » dense et chaud. C’est souvent proposé comme une partie d’un scénario d’Univers oscillant comme le modèle cyclique. Les observations actuelles suggèrent qu’il est peu probable que ce modèle d’Univers soit correct, et que l’expansion continuera, ou même s'accélèrera.

### Éventualité de la métastabilité du vide
Dans le cas où notre Univers se situerait dans un faux vide d’extrêmement longue durée, il est possible qu'à certains endroits, par effet tunnel, il y ait une transition du vide vers un état d’énergie inférieure. Comme il est dit d'être arrivé dans les phases initiales du Big Bang, avec les transitions du vide lors du découplage des différents champs de force. 

Il est précisé dans certaines publications, que si cela se produisait, toutes les structures seraient détruites instantanément, sans aucun signe précurseur. En effet, le front de transition progresserait à la vitesse de la lumière et aucun signal précurseur ne pourrait avertir de sa venue.
Néanmoins, si notre Univers était dans une phase de vide métastable, la possible transition pourrait être en fait beaucoup plus douce, car l'effet gravitationnel du vide est très réduit (quasiment nul) devant le contenu de l'Univers (principalement la matière). C'est ainsi que l'énergie dégagée entre les 2 états ne pourrait détruire les structures de l'Univers, et de n'être en fait que très réduite. Il n'y aurait qu'un changement de propriétés de la matière.

## Historique de la notion de création de l'Univers
En 1946, Georges Lemaître publie l'Hypothèse de l’atome primitif, un essai de cosmogonie.